# Bertrand Mandico
Bertrand Mandico (nascut el 21 de març de 1971) és un director de cinema i guionista francès. El seu primer llargmetratge, Els nois salvatges (2017), va ser nomenat pel·lícula principal del 2018 per Cahiers du cinema. També ha escrit i dirigit After Blue (2021) i Conann (2023). Les seves pel·lícules sovint s'interessen pel cos i la fluïdesa de gènere i incorporen fotos i elements escrits.

## Primers anys i carrera
Nascut el 1971 a Tolosa de Llenguadoc, Mandico es va graduar al programa de direcció cinematogràfica de l'escola Gobelins de París.
Mandico ha dirigit curtmetratges, migmetratges, assaigs experimentals i llargmetratges.
Mandico té un mètode de treball inusual. Prefereix crear l'àudio per les seves pel·lícules en postproducció. Els actors se sincronitzen posteriorment, i els sons ambientals i la música s'hi posen en capes. Tanmateix, sempre filma les seves imatges en pel·lícula en color, sense imatges de postproducció. La projecció i la superposició de fons es fan durant el rodatge.
Va crear el manifest International Incoherence el 2012 amb el cineasta islandès Katrín Ólafsdóttir. > Afirma que: 
| « | Ser incoherent vol dir tenir fe en el cinema, vol dir tenir un romàntic. enfocament, sense format, lliure, pertorbat i oníric, cinegènic, una narració èpica. | » |

Un grup de joves cineastes com Yann Gonzalez, Caroline Poggi i Jonathan Vinel han estat influenciats pel manifest.
Mandico ha iniciat "20+1 Projections", un projecte de col·laboració amb l'actriu romanesa-nord-americana Elina Löwensohn, on faran 21 curtmetratges en 21 anys. Tot i que cada pel·lícula està pensada per ser una obra narrativa i formal única, han de girar al voltant dels temes de l'envelliment i el desig. A partir del 2018, han rodat 8 pel·lícules i n'han completat 6.
Va ser nomenat millor director al Festival Internacional de Cinema de Vilnius el 2018 per Els nois salvatges.
El 2021, va escriure i dirigir After Blue, que va guanyar el premi especial del jurat al LIV Festival Internacional de Cinema Fantàstic de Catalunya. El 2023, va escriure i dirigir Conann. El 2024, va escriure i dirigir Dragon Dilatation.
El seu proper cinquè llargmetratge, Roma elastica, protagonitzat per Marion Cotillard, comença el rodatge el 2025.

## Filmografia
Mandico ha dirigit 40 curtmetratges, anuncis de televisió i pel·lícules musicals.

### Llargmetratges
Els llargmetratges de Mandico inclouen:
| Any  | Títol              |
| ---- | ------------------ |
| 2017 | Els nois salvatges |
| 2021 | After Blue         |
| 2023 | Conann             |
| 2024 | Dragon Dilatation  |

## Curtmetratges
| Any  | Títol                                                  | Notes |
| ---- | ------------------------------------------------------ | --- |
| 1997 | La Chanson du Jardinier Fou                            | |
| 1999 | Le cavalier bleu                                       | |
| 2000 | Monsieur Flupersu                                      | |
| 2002 | Osmose                                                 | |
| 2002 | Chris Dangoisse : De droite                            | |
| 2002 | Chris Dangoisse : Ils dansent                          | |
| 2003 | C’était le chien d’Eddy                                | |
| 2004 | Tout ce que vous avez vu est vrai                      | |
| 2006 | Il dit qu'il est mort...                               | |
| 2007 | Mie l’enfant descend du songe                          | |
| 2007 | Essai 135                                              | |
| 2009 | Sa majesté petite barbe                                | |
| 2010 | Lif og daudi Henry Darger                              | |
| 2010 | Burlesque et froid                                     | |
| 2011 | Boro in the Box                                        | |
| 2012 | La résurrection des natures mortes (Living Still Life) | |
| 2013 | Féminisme, rafale et politique                         | |
| 2013 | Prehistoric Cabaret                                    | |
| 2014 | S... Sa... Salam... Salammbô...                        | |
| 2014 | Souvenirs d'un montreur de seins                       | |
| 2015 | Notre-Dame des Hormones                                | |
| 2015 | Y a-t-il une vierge encore vivante ?                   | |
| 2015 | Depressive Cop                                         | |
| 2017 | Odile dans la vallée                                   | |
| 2018 | L’île aux robes                                        | |
| 2018 | Ultra pulpe                                            | Part de Ultra Rêve, una col·lecció de tres curtmetratges de Mandico, Caroline Poggi i Jonathan Vinel, i Yann Gonzalez. |
| 2018 | À rebours                                              | |
| 2019 | Niemand                                                | |
| 2019 | ExtaZus                                                | |
| 2020 | The Return of Tragedy                                  | |
| 2021 | HUYSwoMANS                                             | |
| 2022 | The Last Cartoon                                       | Part de L’émission a déjà commencé.                                                                                    |
| 2022 | J’ai tué Kate Bush                                     | Imatges no utilitzades del llargmetratge After Blue.                                                                   |
| 2023 | Rainer, A Vicious Dog in a Skull Valley                | Part de L’émission a déjà commencé.                                                                                    |
| 2023 | Nous les barbares                                      | Part de L’émission a déjà commencé.                                                                                    |